# The Lay of Thrym
The Lay of Thrym è il sesto album della band folk e viking metal faroese Týr, uscito il 27 maggio 2011.

## Tracce
1. Flames of the Free – 4:17
2. Shadow of the Swastika – 4:23
3. Take your Tyrant – 3:53
4. Evening Star – 5:04
5. Hall of Freedom – 4:06
6. Fields of the Fallen – 4:58
7. Konning Hans – 4:27
8. Ellindur Bóndi Á Jadri – 3:55
9. Nine Worlds of Lore – 4:04
10. The Lay of Thrym – 6:48
11. I – 4:43
12. Stargazer – 6:19